# 손덕조 정려
손덕조 정려는 충청남도 부여군 충화면 지석리에 있는 건축물이다. 2012년 8월 28일 부여군의 향토문화유산 제118호로 지정되었다.

## 개요
정면 1칸, 측면 1칸의 3량 가구구조이며, 지붕은 겹처마 맞배지붕이다. 1705년 명정되었고 1938년에 현재의 자리로 이전 중수되었다. 정려는 건물 형태로 볼 때 기와건물이 아닌 초가지붕으로 초축되었을 것으로 판단되며, 중수시 일제강점기 당시의 건축양식의 특징이 잘 나타나고 있어 건축사의 흐름을 파악할 수 있는 자료이다.